# Рифовий вузол

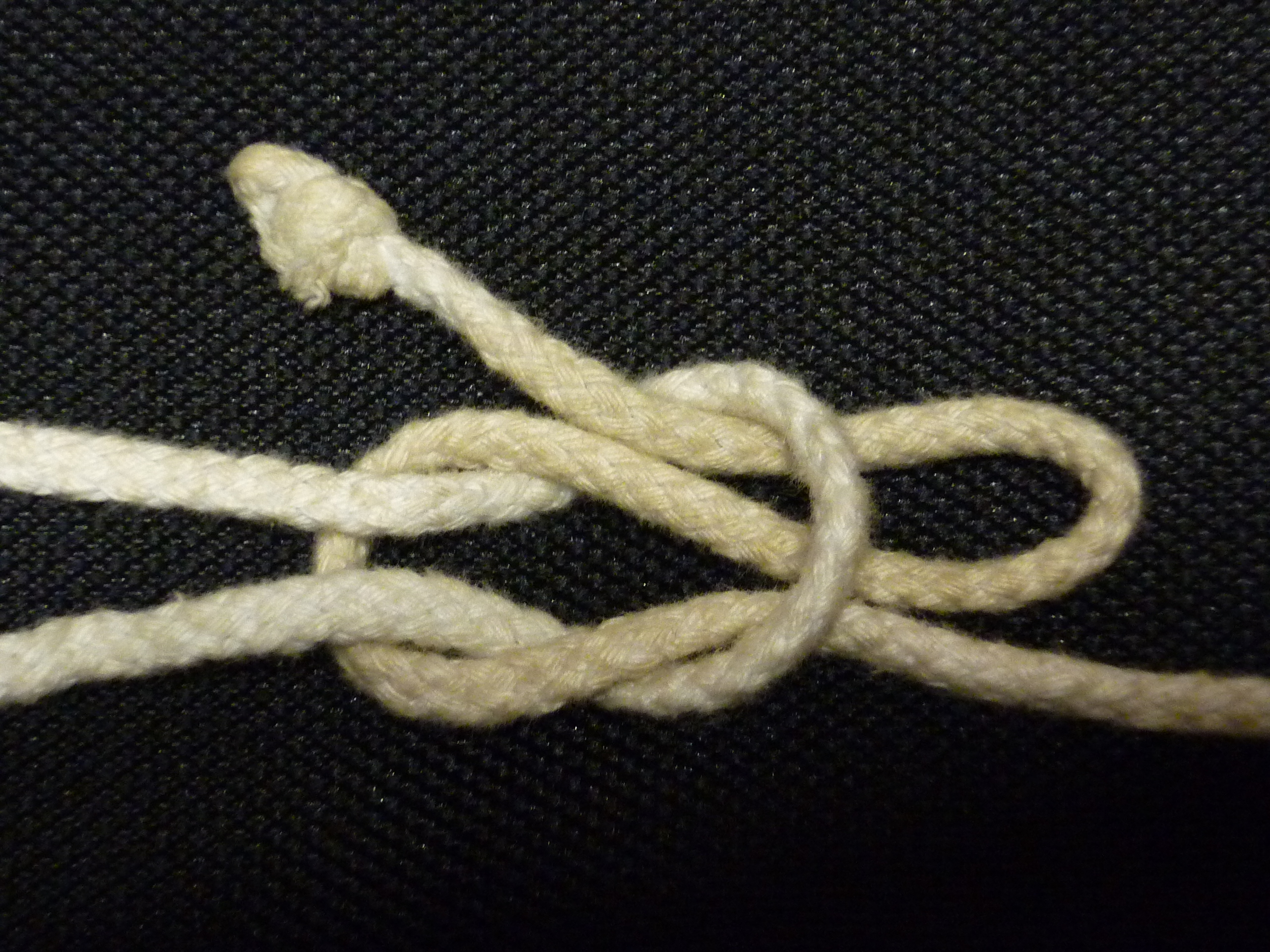
Рифовий вузол

Рифовий вузол — мотузковий вузол для з'єднання (зв'язування) мотузок і тросів, різновид  прямого вузла.
Назву отримав через використання при рифленні на вітрильних суднах, коли даним вузлом в'яжуться риф-штерти (риф-сезні). Перевагою вузла є хороша тримаюча здатність і можливість швидко розв'язати вузол під навантаженням в разі потреби.
В'яжеться так само, як і прямий вузол, але один вільний кінець складається вдвічі, на синтетичних мотузках вкрай ненадійний.
Застосовувати рифовий вузол на тросі з синтетичних волокон не слід: він може виявитися ненадійним. Не підходить цей вузол і для зв'язування тросів з різнорідних матеріалів, а також різного діаметра.
Цей вузол відомий під назвою «вузол з одним бантиком» і застосовується іноді при зав'язуванні шнурків.

## Інтернет-ресурси
- http://www.outdoors.ru/work/unit2.php [Архівовано 31 травня 2012 у Wayback Machine.]